# Трубочный табак
Трубочный табак — смесь ферментированного (или прошедшего другие виды подобной обработки), соусированного и ароматизированного табачного сырья, нарезанная на волокна шириной 1—3 мм и предназначенная для курения в трубке.
Трубочный табак нарезается множеством различных способов, тогда как табак для самокруток представляет собой табачный лист, нарезанный на ленты шириной до 1 мм.

## Общие сведения
Практически весь культивируемый для любого курения табак относится к двум видам: Nicotiana tabacum и Nicotiana rustica или их гибридам. Всего культивируется более 100 сортов табака, но все они относятся к вышеуказанным видам.
В подавляющем большинстве случаев трубочный табак употребляется в виде смеси различных сортов. Трубочная смесь состоит из основных (так называемых базовых или сырьевых) сортов табака или их разновидностей и приправ из других видов табака. Для производства трубочного табака используется два сорта: Вирджиния и Берли, которые оба относятся к виду Nicotiana tabacum. Основа обычного трубочного табака состоит из смеси этих сортов в разных пропорциях или из какого-то одного из них. К основе табака добавляются в разных пропорциях приправы: другие сорта табака, выращенные в разных местах, прошедшие различную предварительную подготовку и как следствие, обладающие иным вкусом и ароматом.

## Технология производства
Процедуры приготовления трубочного табака (после выращивания растения) включают в себя сушку, ферментацию, термическую обработку, соусирование, ароматизацию, процедуры для обеспечения сохранности табака, создание табачной смеси. При этом без сушки и ферментации табак негоден к употреблению. Начиная с ферментации табака, процедуры могут проводиться как последовательно, так и параллельно, как однократно, так и многократно. То есть, например прессоваться может уже не взятый табачный лист одного сорта, а несколько сортов и таким образом, табачная смесь создаётся уже на этапе ферментации табака.

### Сушка
Сушка табака в общем случае является первой стадией производства табака, в том числе и трубочного. Сушка табака позволяет избавиться от нежелательных веществ в табаке и даёт начало формированию вкуса и аромата табака. Во время сушки табачных листьев они теряют до 75-80 % влаги, часть сахаров, протеинов, кислот, частично разрушается крахмал и разрушаются хлорофиллы
Трубочный табак сушится одним из четырёх методов:
- Воздушная сушка (Air curing). Сушка на открытом воздухе в тени. Чаще всего такой вид сушки применяется к тем листьям, в которых нужно сохранить больше никотина.
- Сушка на пару (Flue curing). Сушка в закрытом помещении, когда температура в помещении искусственно повышается горячим воздухом, паром или дымом в трубах. При такой сушке сохраняется цвет листа, содержание сахаров в табаке, уменьшается количество смол и никотина и понижается кислотность.
- Огневая сушка (Fire curing). При такой сушке табак обрабатывается дымом тлеющих углей, «коптится». Разная интенсивность дыма, состав углей позволяют получать различный вкус и аромат табака. Количество никотина при этом и уровень кислотности не изменяются.

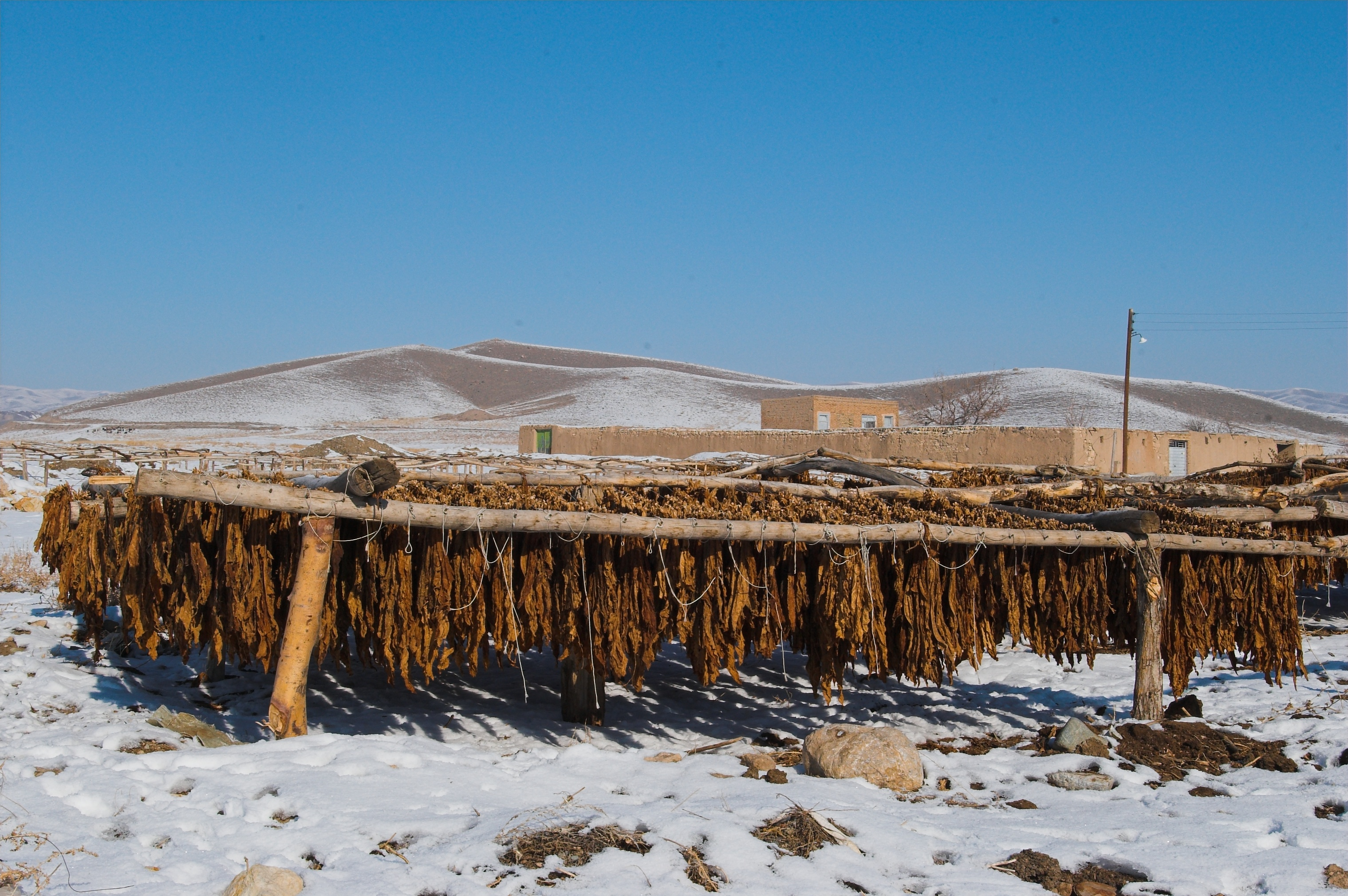
Сушка табака на солнце в Иране

- Сушка на солнце (Sun curing). Такая сушка характерна для производства ориентального табака, то есть табака, выращенного в Турции, Греции и других странах Балканского полуострова[5]. После неё часто применяются другие процедуры сушки. Об изменениях в составе табака судить сложно, так как ориентальный табак имеет большое количество разновидностей, и «разброс» в изначальных характеристиках листа очень велик.

До сушки табака может быть произведено так называемое томление, состоящее в выдерживании сорванных листьев в течение определённого срока (от нескольких дней до недель) в тёплом затемнённом помещении с повышенной влажностью для запуска процесса разрушения хлорофилла и прочих органических веществ листа, с дальнейшим постепенным переходом к собственно сушке.

### Ферментация
В ходе ферментации табака меняется химический состав табачных листьев: уменьшается количество смол, органические вещества превращаются в другие органические и неорганические вещества, листья приобретают новые аромат и вкус. Ферментация табака может быть как одно-, так и многоэтапной. В любом случае, ферментация табачных листьев происходит под давлением, как собственного веса, так и путём использования приспособлений. Особняком стоит ферментация сорта трубочного табака Перик
- Под собственным весом. Для этой цели табачные листы складываются в высокие пилоны или же в те же пилоны, но упакованные в тюки. В нижних рядах табака под воздействием давления и отсутствия кислорода, начинаются биохимические процессы ферментации, в результате чего повышается температура. По мере готовности нижние слои извлекаются, а сверху укладываются новые.

- Под направленным давлением. Для этой цели табачные листы укладываются слоями и затем выдерживаются под мощным прессом. В результате такой обработки, табак довольно сильно меняет свой цвет и вкус.
- Приготовление Кавендиш. Кавендиш — это название табака, получившего определённую обработку, и по этому наименованию назван метод, в целом представляющий собой одновременное прессование табака и его температурную обработку. Границы метода довольно размыты, в ходе неё в табак могут вноситься приправы, производиться температурная обработка и ароматизация.
- Создание ролл-табаков. В рамках этого метода табачные листья плотно скручиваются в трубку и ферментируются в таком виде. Также в середину такой трубки может быть вложен предварительно нарезанный табак (в том числе и иного сорта), который плотно обжимается листьями. В продажу такой табак поступает порезанный с торца трубки.
- Создание твистов. Табак, уложенный слоями, скручивают вытягивая (аналогично процедуре прядения), ферментация происходит в таком же виде; так табак и поступает в продажу.
- Изготовление Перик. Перик — это название табака, прошедшего особую ферментацию (см. соответствующий раздел).

### Термическая обработка
Дополнительная обработка табака после (или во время) его ферментации:
- Обработка паром — карамелизует сахара и способствует открытию пор в табачных листах, что улучшает впитывание друг в друга компонентов смеси и вносимых соусов и ароматизаторов.
- Обработка сухим горячим воздухом — также карамелизует сахара, избавляет от ненужных веществ
- Поджаривание — происходит при непосредственном контакте с разогретой поверхностью, карамелизует сахара, резко меняет вкус табака.

### Соусирование
Соусирование используется для создания вкусового баланса: смягчения горечи и грубости табака (за счёт добавления углеводных компонентов) и усиления его собственного приятного вкуса, а также для ароматизации. Применяется для изготовления табаков высокого качества.
Представляет собой пропитку подготовленной смеси табачных листьев (до их разрезания) соусом на водной основе. Примеры компонентов соуса: мёд натуральный, лакрица, патока, глюкоза, отвары или экстракты различных фруктов (например чернослива), грецкий орех, глицерин и пропиленгликоль (влагоудерживающие компоненты), соль поваренная (консервант).

### Ароматизация
Ароматизация (улучшение запаха) производится двумя способами: соусированием и отдушкой — опрыскиванием резаного табака спиртовым раствором ароматизаторов. Примеры компонентов отдушки: ванилин, кумарин, гераниевое масло, мускатно-шалфейное, бергамотовое, гвоздичное масло, экстракт мускатного ореха, ромовая эссенция, перуанский бальзам (закрепитель аромата), глицерин (регулятор влажности).

### Внесение дополнительных компонентов
Сохранность табака обеспечивают увлажнители (как правило используется пропиленгликоль; также может использоваться глицерин и сорбит) и вносимые противогрибковые препараты.

## Сорта табаков

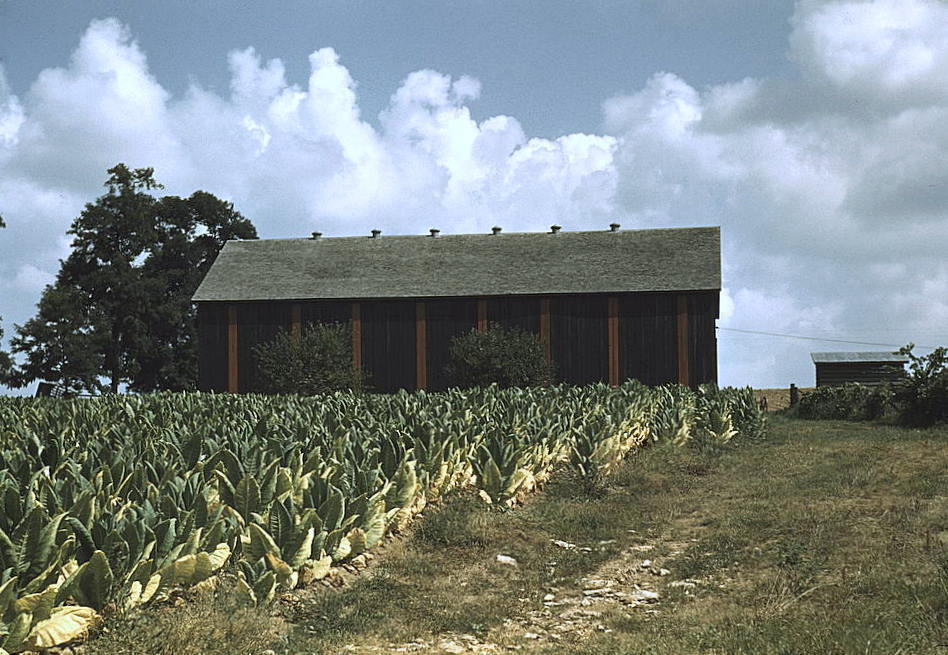
Поле Берли

Табак подразделяется на группы («восточные», «крупнолистовые», «сигарные»), типы (ботанические сорта) и подтипы (по месту произрастания). Например: группа «восточный» («ориентал»), тип «дюбек», подтип «турецкий». Кроме того, название табака может обозначать метод его выращивания («лёгкий» и «тяжёлый» сигарный табак сортов Суматра и Гавана), способ обработки («латакия») и степень ферментации («красная вирджиния»).
Безуки, Besoeki, Bezuki — основное место культивирования Индонезия, наилучший табак этого сорта выращивается на острове Ява. Табак сигарного типа, в производстве трубочного табака чаще всего используется для приготовления табака Кавендиш голландской вкусовой группы.

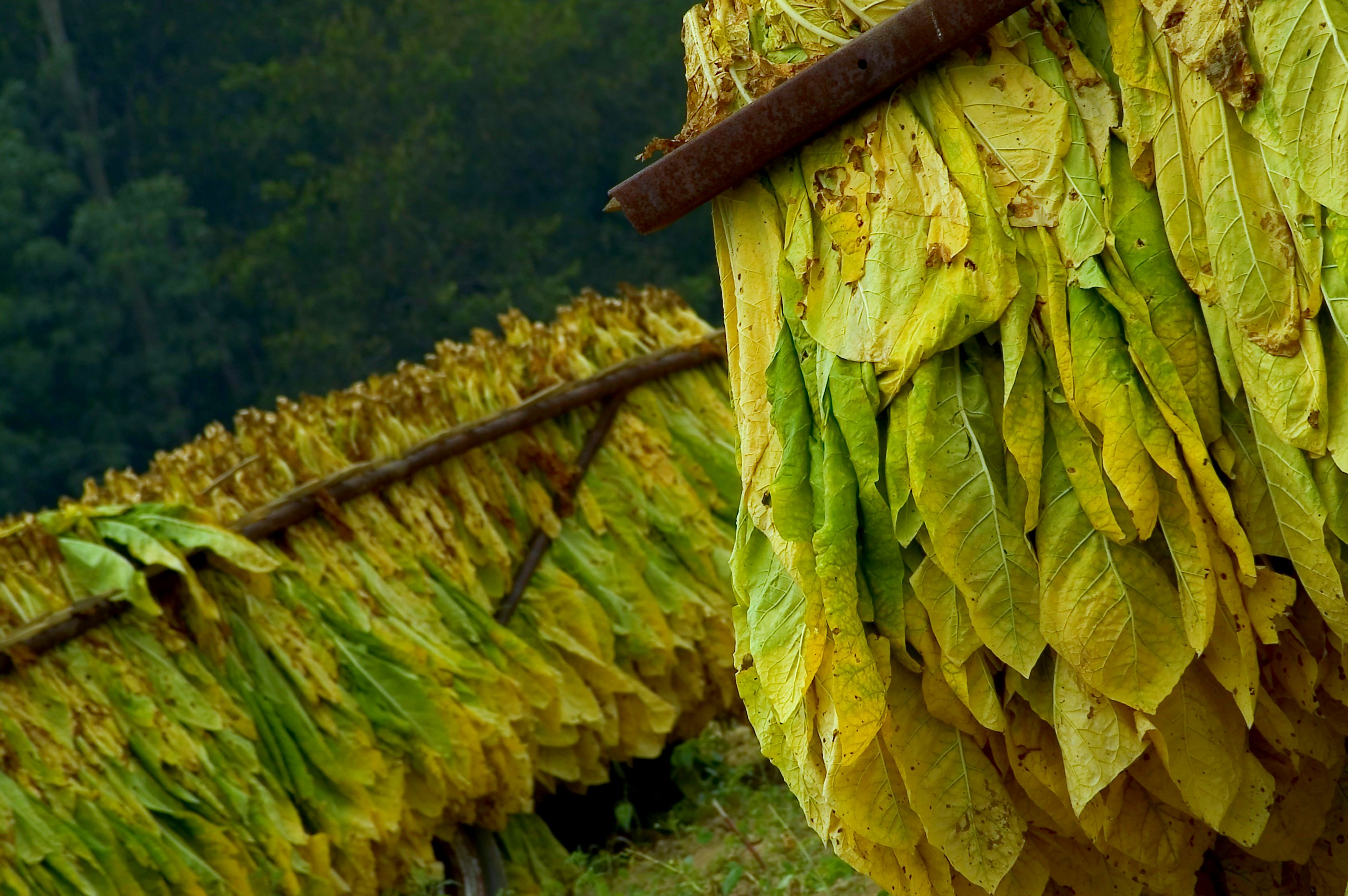
Собранный Белый Берли в Цинциннати, Огайо

Берли, Burley — один из двух основных сортов табака. Этот сорт был выведен на основе полученной в 1864 году плантатором из Огайо Джорджем Уэббом мутации куста сорта Белый Берли. Выращивается как в США, так и в Канаде, Малави, Бразилии, Мексике, Аргентине и многих других странах. Берли отличается высоким содержанием никотина и смол и малым содержанием сахаров. Очень хорошо впитывает ароматизаторы, не перебивая их собственным вкусом. Сорт присутствует в большинстве производимых трубочных смесей.
Бразилия, Brazylia — основное место культивирования Латинская Америка. Известен под торговой маркой Flor Fina. Крепкий табак, применяется в сочетании с табаками Ява и Кентукки.

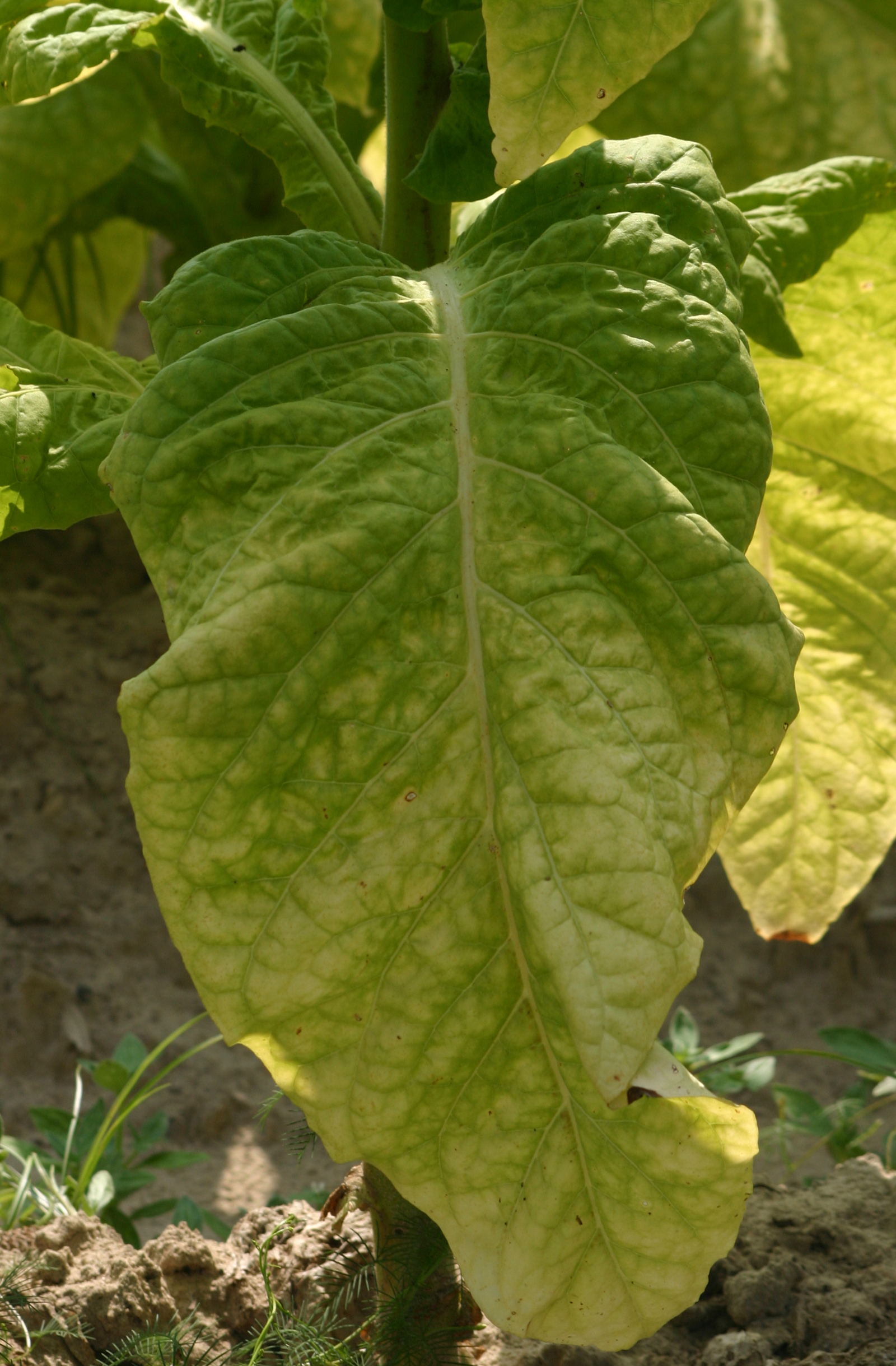
Лист Вирджинии, готовый к сбору

Вирджиния, Virginia — наиболее распространённый сорт табака, предназначенный для курения любым способом. Культивируется повсеместно, основа подавляющего большинства трубочных смесей и один из немногих видов сортов табака, который употребляется в том числе и в чистом виде (не в смеси).
Вирджиния в общем виде сладкий табак со сравнительно низким содержанием смол. Чаще всего подвергается сушке путём термического воздействия горячим воздухом и такой, наиболее известный вирджинский табак называется Brightleaf. Как ни странно, впервые он был получен не в Вирджинии, а в Северной Каролине. В зависимости от места выращивания, селекции, способа и продолжительности переработки и прочих факторов, Вирджиния делится на несколько основных разновидностей:
- Жёлтая, Yellow Virginia — ярко-жёлтого цвета, одна из самых сладких разновидностей, повышенной кислотности, с цитрусовыми нотками.
- Брайт, Вright Virginia — жёлто-оранжевого цвета, иногда красноватая, имеющая менее резкий вкус, чем Вирджиния жёлтая, но более глубокий.
- Оранжевая, Orange Virginia — одна из наименее насыщенных сахаром разновидностей, с нейтральным вкусом.
- Золотая, Gold Virginia — разновидность жёлтой Вирджинии.
- Красная, Red Virginia — тостированный табак, с самым низким среди разновидностей содержанием сахаров. Имеет аромат свежевыпеченного хлеба. Лучшая красная Вирджиния культивируется в Африке (например, Танзания).
- Коричневая, Brown Virginia — любая из разновидностей Вирджинии, однако подвергшаяся воздушной сушке и прошедшая долгую ферментацию, возможно с использованием дополнительной температурной обработки.
- Тёмная, Dark Virginia — ещё более ферментированная разновидность.
- Matured Virginia — термин применяется к описанию разновидностей Вирджинии, прошедших длительную ферментацию, сладковатого и пряного вкуса с фруктовыми нотками.
- Поджаренная, Stoved Virginia — термин применяется к описанию разновидностей Вирджинии, поджаренной на противнях до чёрного цвета, обладает свежими фруктово-шоколадными нотками во вкусе.

Гавана, Havana — сорт сигарного кубинского табака, изредка использующийся как приправа.
Кавендиш, Cavendish — название табака, приготовленного по особой технологии. Ботанические сорта табака могут быть различными. Кавендиш получил название по фамилии английского капитана, который в целях экономии места утрамбовал перевозимый табак в бочки из-под рома. Многократно нагревавшийся и остывавший в бочках в процессе перевозки табак, впитал в себя запах рома, приобрёл особый вкус и аромат. Сейчас табак Кавендиш можно определить как табак, ферментированный посредством двух или более процедур, в результате чего в табачных листьях уменьшается содержание никотина и крахмала, табак приобретает мягкий вкус. Кавендиш в большинстве случае соусируется и ароматизируется. Различают Кавендиш американского типа, приготовленный на основе Берли с большим количеством ароматизаторов, голландского типа, приготовленный из смеси латиноамериканских и индонезийских сортов табака, подвергшихся особой быстрой ферментации, датского типа из различных сортов, подвергшихся длительной выдержанной ферментации и натуральный Кавендиш, приготовленный чаще всего из табака Вирджиния, ферментированного по методике Перик. Также среди табака Кавендиш отличают обычный и тёмный Black Кавендиш, последний готовится из тёмных разновидностей Берли либо Вирджинии.
Каролина, Carolina — разновидность вирджинского табака, выращиваемая в Южной Каролине. Отличается фруктовыми нотками во вкусе и жарким горением.
Кентукки, Kentucky, Dark Fired, Dark Tobacco (иногда ошибочно Кентукки Берли) — сушится горячим дымом. что придаёт ему тёмно-коричневую окраску, смолистость и запах с оттенком дыма. Очень крепкий, используемый только в качестве приправы и никогда не превышающий 20 % от состава смеси. По технологии Кентукки также изготавливают Вирджинию Dark Fired, которая отличается тёмным цветом табачного листа, повышенным содержанием сахаров и сильным ароматом.
Латакия, Latakia — определение табака как Латакия говорит не о сорте табака, а об особой технологии его приготовления. Название происходит от порта Латакия в Сирии. Неотъемлемая часть английских смесей. Сушится в дыму опилок твёрдых сортов дерева (чаще всего дуба, мирта и кипариса), за счёт чего приобретает уникальный аромат (напоминающий запах дёгтя или креозота) и вкус. Латакия производится на Кипре и в Сирии. На Кипре Латакия производится из сорта табака Смирна (Smirna), сирийская Латакия производится из сорта табака Шек-аль-Бинт, более насыщена вкусом и ароматом; кроме того для сушки на Кипре и в Сирии применяется разная древесина. Вкус и аромат Латакии настолько яркие, что она используется в смесях в сравнительно небольших количествах и лишь в отдельных смесях — до половины смеси.
Мадуро, Maduro — разновидность тёмного табака, подвергшегося воздушной сушке и длительной ферментации, сигарный табак. Применяется как приправа.
Македония Брайт, Macedonia Bright — сорт ориентального табака, светлый, мелколистный. Выращивается в Греции, Болгарии и странах бывшей Югославии. Существуют его разновидности: Komotini, Serres, Kabakulak, Drama, Xanti, Basma, Bashi-Bagli. Используется как приправа, привносит сладковатый ореховый аромат.
Манила, Manila — сорт сигарного табака, выращивается на Филиппинах, применяется как приправа.
Мэриленд, Maryland — сорт светлого и лёгкого табака, выращивается в США севернее пояса выращивания табака (так называемого Old Belt). Считается нейтральным по вкусу и аромату, в связи с этим служит основой многих ароматизированных смесей.

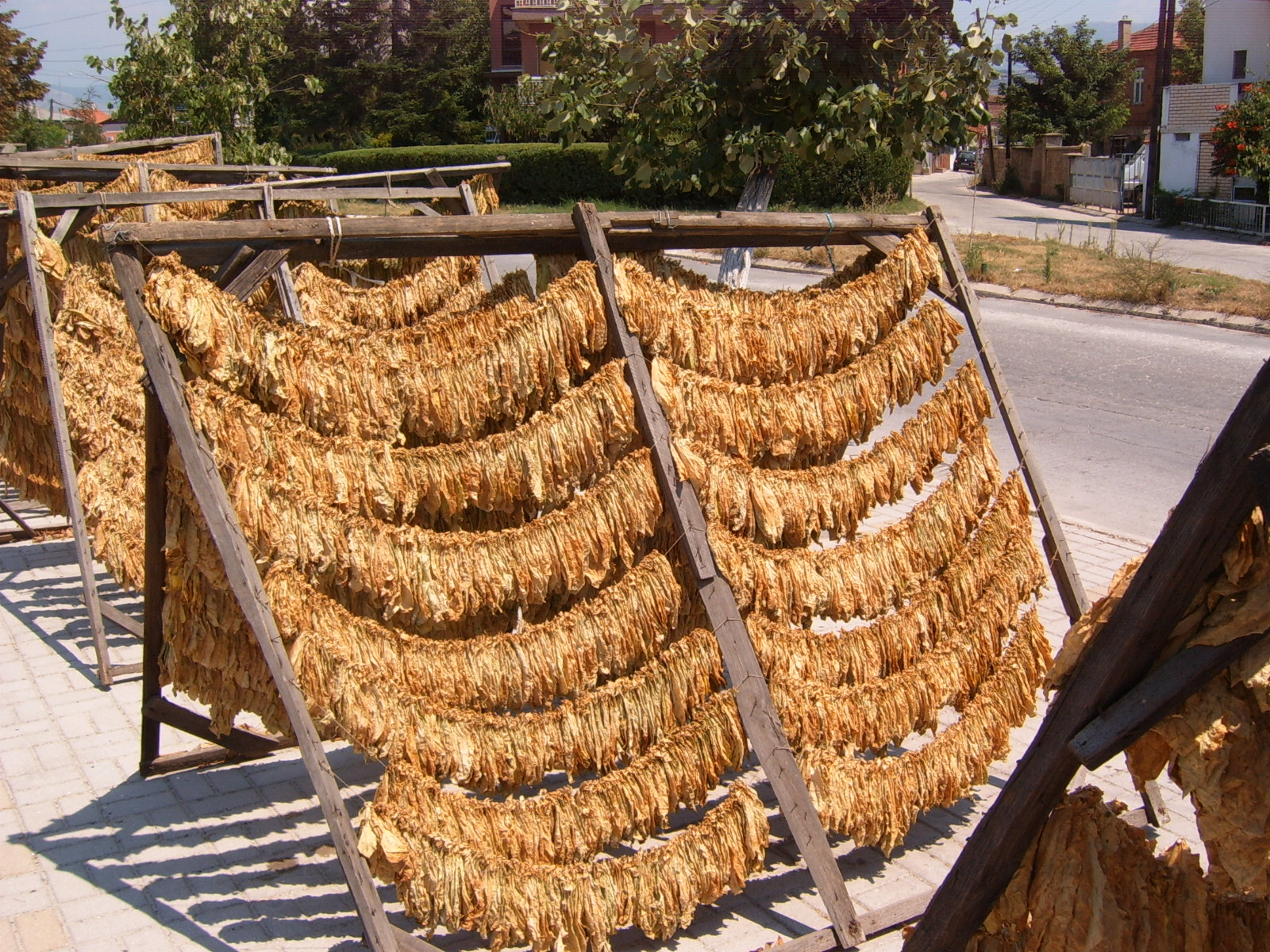
Сушка ориентального табака в Македонии

Ориентальный (восточный) табак, Oriental — выращивается в основном в Турции и Греции, а также в Болгарии, Румынии, Македонии, Грузии, Азербайджане, в Иране, Ираке и Египте. Традиционно высушивается на солнце, содержит много сахаров и эфирных масел. Среди наиболее известных сортов: Агония, Басма, Драма, Дюбек, Ениджи, Измир (Смирна), Катерини, Ксанти, Самсун (Катерини, Маден), Сухум. Характеристики восточного табака крайне разнообразны, табак может использоваться и как основа, и как приправа, чаще в виде комбинации различных сортов восточного табака.
- Турецкие ориенталы (Turkish) — выращиваются преимущественно в Турции и используются в английских смесях:
  - Дюбек, Dubec — культивируется в Турции, Македонии, Крыму и Краснодарском крае. В зависимости от разновидности, местности, способа переработки может быть использован и как приправа, и как составляющая основы смеси.
  - Измир, Izmir (Смирна, Smirna) — выращивается в западной Турции на побережье Эгейского моря. Отличается низким содержанием никотина при исключительно высоком содержании сахаров и очень сильном аромате. Тот же сорт, выращенный в Греции известен как Смирна. Используется и как составляющая основы, и как приправа.
  - Самсун, Samsun — табак с побережья Чёрного моря. Обладает высоким содержание сахаров, отличается деликатным ароматом. Чаще используется как приправа для гармонизации смеси.
- Греческие ориенталы: Ениджи, Драма[5].

Перик, Perique — очень редкий табак, выращиваемый только в Луизиане и только по берегам Миссисипи. В иных местах Перик не культивируется, несмотря на многочисленные попытки. По сорту является разновидностью Берли, по технологии приготовления — уникальный табак, начиная с его выращивания и сбора и заканчивая ферментацией. Начало современной технологии производства Перик было положено в конце XVIII века, когда в Луизиану прибыл в числе поселенцев некто Пьер Шене, по прозвищу Перик. Он заинтересовался технологией ферментации табака, которую использовали индейцы и которая на настоящий момент представляет собой выдерживание в бочках под прессом, без доступа воздуха, в собственном соку, в течение минимум 10 месяцев с многократным перекладыванием. Перик производится в очень маленьких количествах (так, за 1999 год было произведено только 5 тысяч фунтов этого табака и объём производства продолжает падать, а его плантации занимают сейчас чуть более 6 гектаров и принадлежат они практически полностью одной семье). Урожай Перик лицензируется и страхуется, производясь под строгим контролем правительства. Фермером и производителем выпускаются закладные на всю предполагаемую стоимость будущего урожая. Любое перемещение табака требует разрешения ближайшего офиса Департамента внутренних доходов США (Internal Revenue Service). Бракованные партии уничтожаются также в присутствии инспектора департамента. Потеря табака в результате пожара либо воровства должна быть немедленно зафиксирована и неопровержимо доказана. Перик используется исключительно как приправа, самостоятельно не употребляется.
На самом же деле, Перик хотя и крепкий, но не самый крепкий табак, но отличается собственным, в известной степени жгучим вкусом. При этом Перик является универсальной приправой. В сильно ароматизированные смеси или смеси на основе тёмных сортов Берли добавляет лёгкую сладость, смягчая собственную остроту этих сортов. Слишком сладким табачным смесям Перик придаёт пряность и лёгкую остроту. В любой смеси Перик способствует увеличению насыщенности и глубины вкуса, этот табак можно найти в смесях всех вкусовых групп. Содержание Перик в смесях в основном составляет от 2 % до 10 %, оптимальным считается содержание Перик приблизительно 7 %, но встречаются смеси и с 15-процентным содержанием и даже выше.
Сигарный лист, Cigar leaf — под этим наименованием понимают различные сорта табака, используемого для производства сигар, которые выращиваются в Центральной и Латинской Америке, Юго-Восточной Азии, а также в некоторых штатах США. В трубочном табаке используются чаще как приправа во французских, швейцарских и голландских смесях.
Суматра, Sumatra — группа сигарного индонезийского табака, используется как приправа.
Ява, Java — в трубочных смесях применяется ограниченно. Крепость средняя. Частый компонент Кавендиш голландского типа.

## Табачные смеси
Как правило трубочный табак представляет собой смесь табаков различных сортов и способов обработки. Исключение составляют табаки, предназначенные для самостоятельного приготовления смеси. Каждая смесь имеет особый состав и вид нарезки. Влажность 13,5—15,5 %. В зависимости от состава смесь может относиться к определённой вкусовой группе:
| Описание | Примерный состав                                                           | Примерный состав                                                       |
| Описание | Основа                                                                     | Дополнение                                                             |
| --- | -------------------------------------------------------------------------- | ---------------------------------------------------------------------- |
| Английская (English blend) — за счёт используемой латакии обладает своеобразным ароматом, горит ровно и нежарко. Согласно английским законам, действовавшим до недавнего времени, в табаке, производимом на территории страны, не должно быть компонентов нетабачного происхождения. | Латакия, Вирджиния, Ориентал                                               |                                                                        |
| Шотландская (Scottish blend) — основана на английской с добавлением Кавендиша и/или алкогольной ароматизации. | Латакия, Вирджиния                                                         | Кавендиш и/или алкогольный ароматизатор                                |
| Вирджиниевая (Virginia blend) Ирландская (Irish blend) | Вирджиния одного или нескольких видов                                      | Перик, Берли                                                           |
| Балканская (Balkan blend) | Ориентал                                                                   | Латакия, Перик, Кентукки                                               |
| Американская (American blend) — лёгкая и мягкая, в процессе производства насыщается патокой и ароматизаторами. | Берли, Вирджиния, Ориентал                                                 | Ароматизаторы                                                          |
| Голландская (Dutch blend) — терпкая и пряная, ароматизированная. Ферментация всех табаков, входящих в её состав, производится вместе, а не по отдельности. | Табак из Северной, Южной Америки, и Индонезии (сорта Ява, Суматра, Безуки) | Ориентал, пряные ароматизаторы                                         |
| Датская (Danish blend) — средняя по крепости и смешивается из чистой Вирджинии и тёмных, сильно ароматизированных сортов Кавендиша. Эти компоненты готовятся отдельно, а затем в смеси приправляются небольшим количеством приправ.                                                  | Вирджиния, Кавендиш (подслащенный)                                         | Перик, Кентукки, Ориентал, Латакия, пряные и алкогольные ароматизаторы |
| Французская (French blend) — ароматная и крепкая за счёт содержания сигарного табака, как правило неароматизированная. | Вирджиния                                                                  | Сигарный табак, выращенный в Доминиканской Республике                  |

## Нарезка
Табачная смесь выпускается в различной нарезке, от которой зависит скорость и температура её горения, и как следствие, вкус табака. Нарезка, в свою очередь, может зависеть от обработки, в частности, Flake можно изготовить только из хорошо прессованного табака. Есть мнение, что важно правильно сочетать нарезку табака и вид трубки, включая размер её чаши. Некоторые смеси состоят из компонентов, по-разному нарезанных.
Большинство выпускаемого табака относится к группе Ready Rubbed, который представляет собой Flake, порубленный на пластины и измельчённый затем каким-либо способом.
| Название                                                                               | Фото | Описание |
| -------------------------------------------------------------------------------------- | ---- | --- |
| Ribbon Cut (ленточной нарезки)                                                         |      | Наиболее распространённый тип нарезки, длинными лентами вдоль листа. В зависимости от ширины нарезки различают самую тонкую (Shag, Fine Cut), средней ширины (Fine Medium Cut, Medium Cut), более широкую, с нерегулярной шириной (Wild Cut, Hand Cut, Exotic Cut). |
| Shag, Fine Cut (тонкой ленточной нарезки)                                              |      | Самая тонкая разновидность Ribbon Cut, используемая в изготовлении трубочного табака очень редко. В основном она предназначена для самокруточного табака. Ширина волокон не более 1 мм. Подходит для трубок с маленькой табачной камерой. |
| Mixture (смесь)                                                                        |      | Смесь табаков различной нарезки. |
| Loose Cut                                                                              |      | Кусочки или полоски табака небольшого размера. Требует медленного курения. |
| Ready Rubbed (рубленый после прессования)                                              |      | Chop Cut — широко нарубленный поперёк листа табак. Crimp Cut — коротко нарубленный табак, дополнительно подсушенный. Cross Cut, Granulated — крест-накрест нарубленный табак, в результате чего получаются маленькие кубики. Cube Cut — нарезанный на пластины и порубленный на кубки поперёк волокон табак. |
| Plug (в брикетах)                                                                      |      | Прессованный табак для самостоятельной нарезки. Существует в двух вариантах: Bar из порезанного табака и Stoned, сильно прессованный, подлежащий только скоблению. |
| Flake, Flake Cut, Navy Cut, Sliced Plug (пластинами)                                   |      | Прессованный табак, нарезанный пластинами и в таком виде поступающий потребителю. |
| Twist, Impi Twist, Brown Twist, Black Twist, Pigtail, Beano Pigtail, Bogie (колбаской) |      | Ещё более редкий тип нарезки, для производства которой табачные листья различных сортов (в зависимости от требуемой смеси) скручиваются (прядутся) вручную в тонкие и длинные «колбаски», диаметром от нескольких миллиметров до нескольких сантиметров, которые долго выдерживаются. Для курения нарезаются с торца тонкими кружочками (бывает, что продаются уже порезанные на кружочки). Трубку, в зависимости от величины чаши и диаметра кружков, можно набивать как целыми кружками, так и растирать перед набивкой. |
| Curly Cut, Coins, Rolled Cut, Spun Cut, Roll Cake (монетками)                          |      | Редкий тип нарезки, для производства которой табачные листья различных сортов (в зависимости от требуемой смеси) скручиваются в рулет, диаметром несколько сантиметров, выдерживаются и нарезаются с торца тонкими кружочками, «монетками» (изредка так и называемыми — coins). Трубку, в зависимости от величины чаши и диаметра кружков, можно набивать как целыми кружками, так и растирать перед набивкой. |

## Упаковка и хранение
Табак расфасовывается в пластиковые кисеты, пакеты или жестяные банки, в большинстве случаев по 40, 50 или 100 грамм. В распечатанной фабричной упаковке табак постепенно теряет свою влажность (исключение составляют жестяные банки с притёртой крышкой), поэтому он должен быть сравнительно быстро выкурен, либо перемещён в более герметичную упаковку. Иногда табак специально подвергают длительному хранению для улучшения его вкусовых качеств.

## Вкус и аромат
При оценке вкуса и аромата трубочного табака выделяют следующие основные ассоциации с какими-либо пищевыми или непищевыми продуктами:
| Вкус | Типичные примеры сорта табака и пояснения |
| --- | --- |
| Фрукты (сухофрукты: чернослив, яблоко, груша; цитрусовые) Ягоды (чёрная смородина, ежевика, терновник, малина, виноград) | Вирджиния, Кентукки. Вкусы персика, абрикоса, вишни, банана и других тропических фруктов чаще всего не свойственны натуральному табаку и привносятся извне |
| Сладкие вкусы (мёд, патока, карамель, кленовый сироп, сливочный крем)                                                    | Вирджиния |
| Растительные вкусы (свежескошенная трава, луговые цветы, сено, древесные оттенки)                                        | Светлые сорта Вирджинии |
| Хлеб и выпечка (ржаной и пшеничный хлеб, хлебная корка, сдобная булка, печенье)                                          | Вирджиния |
| Злаки (рис, овёс, ячмень)                                                                                                | Встречаются редко и больше выражены как составляющие хлебных вкусов                                                                                        |
| Орехи (жареный фундук, грецкий орех, миндаль, кешью, арахис; иногда ядра косточек абрикоса или персика)                  | Белый Берли (хорошего качества). Ароматы кокоса, фисташки, гикори, макадамии как правило привносятся извне                                                 |
| Алкогольные напитки (ром, коньяк, виски, вино, ирландский сливочный ликёр)                                               | Кавендиш и Берли, приготовленные с использованием этих напитков                                                                                            |
| Пряности (острый, сладкий и душистый перец, корица, мускатный орех, ваниль, имбирь, мята, кардамон, гвоздика, анис)      | Латакия, Ориентал. В меньшей степени светлая Вирджиния и необработанный Берли                                                                              |
| Кофе | Встречается редко |
| Какао и шоколад | Подслащенная глубоко ферментированная Вирджиния |
| Сигарные вкусы (земля, выделанная кожа, животные привкусы)                                                               | Тёмный Берли. Часто такие вкусы сопровождают крепкие табаки                                                                                                |
| Дым (от костра, тлеющей осенней листвы, жжёного сахара; вкусы копчения, креозота)                                        | Латакия |

Выраженная кислота во вкусе говорит о плохом качестве исходного сырья, либо о нарушении условий хранения табака.